# David Freiberg
David Freiberg, född 24 augusti 1938 i Boston, är en amerikansk sångare och musiker. Freiberg blev först känd som sångare och basist i gruppen Quicksilver Messenger Service där han var medlem från mitten av 1960-talet till 1972. Han blev det året medlem i Jefferson Airplane, som snart ombildades till Jefferson Starship. Han var medlem i gruppen fram till 1984, och blev medlem igen från och med 2010.

## Diskografi (urval)
Album med Quicksilver Messenger Service
- Quicksilver Messenger Service (1968)
- Happy Trails (1969)
- Shady Grove (1969)
- Just for Love (1970)
- What About Me (1970)
- Solid Silver (1975)

Album med Jefferson Airplane
- Thirty Seconds Over Winterland (1973)

Album med Jefferson Starship
- Dragon Fly (1974)
- Red Octopus (1975)
- Spitfire (1976)
- Earth (1978)
- Freedom at Point Zero (1979)
- Modern Times (1981)
- Winds of Change (1982)
- Nuclear Furniture (1984)
- Jefferson's Tree of Liberty (2008)
- Mother of the Sun (2020)

Andra samarbeten
- Blows Against the Empire (Paul Kantner & Jefferson Starship) (1970)
- Baron von Tollbooth & the Chrome Nun (Paul Kantner, Grace Slick och David Freiberg) (1973)
- Manhole (Grace Slick) (1974)
- Planet Earth Rock and Roll Orchestra (Paul Kantner) (1983)